# Thamniopsis pendula
Thamniopsis pendula là một loài rêu trong họ Pilotrichaceae. Loài này được (Hook.) M. Fleisch. mô tả khoa học đầu tiên năm 1908.